# Apparition de saint Pierre à saint Pierre Nolasque
L'Apparition de saint Pierre à saint Pierre Nolasque est un tableau baroque de Francisco de Zurbarán (1598-1664) peint en 1629 et conservé au musée du Prado de Madrid. Cette huile sur toile mesure 179 cm de hauteur pour 223 cm de largeur et forme une paire avec un autre tableau intitulé La Vision de saint Pierre Nolasque, où le saint est figuré rêvant de la Jérusalem céleste. Il est signé en bas : FRANCISCUS Đ ZURBARAN/ FACIEBAT. 16Z9.

## Description
Le tableau représente l'apôtre saint Pierre crucifié la tête en bas (comme il l'avait demandé à ses bourreaux) apparaissant à saint Pierre Nolasque (1189-1256), fondateur de l'ordre de Notre-Dame-de-la-Merci pour le rachat des captifs aux mains des musulmans. Alors qu'il voulait se rendre à Rome visiter la tombe de l'apôtre Pierre, il en fut empêché et il eut une vision consolatrice de l'apôtre Pierre lui demandant de poursuivre son œuvre d'évangélisation en Espagne qui se libérait peu à peu du joug musulman.
Ce tableau, comme son pendant La Vision de saint Pierre Nolasque, fut réalisé pour le couvent de la Merci de Séville, fondé par saint Pierre Nolasque. La canonisation du saint avait eu lieu récemment en 1628 et le couvent commanda à cette occasion une série de vingt-deux tableaux illustrant la vie du fondateur de l'ordre de la Merci, dont seuls onze nous sont parvenus.
La toile fut achetée en 1808 par le doyen de la cathédrale de Séville, Manuel López Cepero, qui en fit don en 1821 à la collection du roi Ferdinand VII.

## Lien Externe
- (en) Jeannine Baticle (red.), Zurbarán, The Metropolitan Museum of Art, New York, 1987